# Dustin Dollin
Dustin Dollin (Ballina, 26 de junho de 1980) é um skatista profissional australiano. 
Ele aparece como personagem jogável nos jogos eletrônicos Tony Hawk's Project 8, Tony Hawk's Proving Ground e Tony Hawk: Ride 
Em novembro de 2013, seus patrocínios eram Baker skateboards, Spitfire wheels, Independent Truck Company, Volcom, Vans, e Shake Junt. 